# Elecciones provinciales del Chaco de 1953
Las elecciones generales de la provincia Presidente Perón de 1953 tuvieron lugar el 12 de abril del mencionado año y fueron las primeras elecciones que realizaba dicho distrito (actualmente provincia del Chaco) tras su provincialización por parte del gobierno de Juan Domingo Perón. Se realizaron al mismo tiempo que las elecciones en la provincia Eva Perón (actual La Pampa) y junto con las de Misiones de 1955 fueron los tres únicos comicios provinciales que llegaron a realizarse antes del golpe de Estado del 23 de septiembre de 1955.
El principal partido de la oposición, la Unión Cívica Radical, boicoteó las elecciones, aduciendo falta de garantías, además de emitir una protesta por el sistema electoral legislativo, que contemplaba que 15 de los 30 escaños fueran elegidos por voto popular, mientras que los otros 15 por "ciudadanos que pertenezcan a las entidades profesionales que se rigen por la ley nacional de asociaciones profesionales, debiendo estar integrada la lista de candidatos con miembros de esas entidades". La oposición denunció esto como una estratagema para garantizar una abrumadora mayoría peronista, ya que en la práctica era el único partido que podía presentar candidaturas a ambas instancias. El Partido Socialista (PS) y el Partido Demócrata Nacional (PDN) adhirieron a la abstención. Por lo tanto hubo solo dos partidos participantes, el dominante Partido Peronista (con su rama femenina, el Partido Peronista Femenino) y el Partido Comunista de Argentina (PCA). El peronismo presentó a Felipe Gallardo para gobernador con Deolindo Bittel como compañero de fórmula, mientras que el comunismo presentó a Carlos Alberto Moglia para gobernador con Juan Martínez como compañero de fórmula. Ninguno de los dos candidatos era nativo de la provincia: mientras que Gallardo era oriundo de Villa Ana, Santa Fe; Moglia provenía de Capital Federal.
La mayoría de los opositores (conservadores o liberales clásicos) no mostraron simpatía por ninguno de los dos candidatos y llamaron a votar en blanco, lo que provocó un 10% de voto en blanco, aproximadamente una misma cantidad de votos nulos, y que Gallardo fuera elegido con el 96,17% de los votos válidos contra el 3,83% de Moglia. Del mismo modo, el peronismo obtuvo todos los escaños de la legislatura (24 del PP y 6 del PPF) y la intendencia de todos los municipios. Los cargos electos asumieron el 4 de junio de 1953, pero no completaron sus mandatos debido al golpe de Estado de 1955.

## Antecedentes
A mediados de 1951, en plena campaña para las elecciones presidenciales de 1951, el gobierno de Juan Domingo Perón provincializó gran parte de los territorios nacionales. El Chaco, establecido como territorio nacional legalmente desde 1862, se convirtió en la provincia del Chaco el 8 de agosto de 1951. De acuerdo con la legislación vigente, un territorio nacional era un distrito no autónomo que no podía elegir a sus autoridades ejecutivas, y que solo podría elegir un poder legislativo local cuando su población alcanzara los 30.000 habitantes, para finalmente lograr la provincialización al superar los 60.000. Para cuando finalmente se produjo la autonomización, el territorio sumaba casi ocho veces la población requerida para convertirse en provincia con 453.728 habitantes (con lo que superaba abrumadoramente en población a Salta, San Juan, Jujuy, San Luis, Catamarca y La Rioja, que ya eran provincias) de acuerdo con el censo de 1947, que no cubría a la mayor parte de los pueblos originarios (estimados entre 10.000 y 20.000 habitantes), y ni siquiera poseía una legislatura local electa, aún contando con quince veces la población legal necesaria. Desde su llegada al poder, entre 1946 y 1950, el peronismo había declarado públicamente su intención de ampliar los derechos políticos de los territorios nacionales, otorgándoles representación delegada en el Congreso de la Nación y la posibilidad de votar en las elecciones presidenciales. El proyecto de provincialización fue presentado ante el Congreso a finales de 1950, luego de una reunión de dirigentes gremiales chaqueños con Perón. El Senado dio media sanción al proyecto el 27 de junio de 1951, siendo este finalmente ratificado por la Cámara de Diputados el 20 de julio.
El 11 de noviembre tuvo lugar la elección presidencial, resultando reelegido Perón con el 63.40% de los votos a nivel nacional, y obteniendo en Chaco un 83.38% de las preferencias contra el 13.83% del radical Ricardo Balbín, sin que los demás partidos superaran el punto porcentual. La elección se realizó en paralelo con los comicios para una convención constituyente provincial, en la que el peronismo logró la mayoría. El 20 de diciembre se aprobó finalmente la primera constitución chaqueña, que establecía que el nuevo territorio debía llamarse «Provincia Presidente Perón». Además de la denominación, la nueva constitución establecía un sistema electoral mixto para la elección de la Cámara de Diputados provinciales, el cual preveía el denominado «voto sindical» o «gremial». Bajo este sistema, conocido como «sistema de doble voto», 15 de los 30 escaños legislativos serían electos por voto popular de todos los ciudadanos de la provincia, mientras que los otros 15 serían elegidos por aquellos que estuvieran afiliados a «entidades profesionales que se rigen por la ley nacional de asociaciones profesionales, debiendo estar integrada la lista de candidatos con miembros de esas entidades». Dado que por entonces las agrupaciones gremiales registradas legalmente estaban prácticamente todas ligadas al peronismo, esta cláusula en la práctica garantizaba una mayoría parlamentaria para el Partido Peronista, pues solo necesitaba obtener un diputado por medio del voto popular para tener más de la mitad de la cámara bajo su control. Denunciando esta maniobra como fraudulenta, la Unión Cívica Radical (UCR), principal partido de la oposición, anunció que se abstendría en las elecciones para autoridades provinciales hasta que se reemplazara el sistema electoral, siendo esta medida secundada por otras fuerzas de la oposición minoritaria, como el Partido Demócrata Nacional (PDN) y el Partido Socialista (PS).

## Reglas electorales
Las elecciones se realizaron bajo la constitución provincial del 4 de junio de 1952, la cual establecía los siguientes lineamientos para la designación de autoridades:
- Gobernador y vicegobernador elegidos en fórmula única por simple mayoría de votos para un mandato de seis años, con posibilidad de reelección. Se establecía también un período acortado para la primera gobernación, hasta 1958, para que la siguiente elección se realizara al mismo tiempo que la renovación nacional.
- Una Cámara de Diputados compuesta por 30 escaños, elegidos mediante un sistema mixto. 15 de los escaños serían elegidos mediante el escrutinio mayoritario uninominal, mientras que los otros 15 serían elegidos también con escrutinio mayoritario uninominal pero solo votada y compuesta por los ciudadanos que pertenezcan a las entidades profesionales.

## Resultados

### Gobernador y Vicegobernador
|  | 96,17 % |

|  | 3,83 % |

|  | 90,08 % |

|  | 9,47 % |

|  | 0,45 % |

|  | 100 % |

### Cámara de Diputados
|  | 96,30 % |

|  | 97,62 % |

|  | 3,70 % |

|  | 2,38 % |

|  | 89,47 % |

|  | 94,03 % |

|  | 10,08 % |

|  | 5,45 % |

|  | 0,45 % |

|  | 0,52 % |

|  | 100 % |

|  | 100 % |

#### Resultados por circunscripciones - Voto popular
| 1ª Circunscripción   | 1ª Circunscripción | 1ª Circunscripción | 1ª Circunscripción | 1ª Circunscripción               |
| Partido              | Partido            | Votos              | %                  | Electo                           |
| -------------------- | ------------------ | ------------------ | ------------------ | -------------------------------- |
|                      | Partido Peronista  | 9.381              | 95,41              | Elvira Dolores del Río           |
|                      | Partido Comunista  | 451                | 4,59               |                                  |
|                      |                    |                    |                    |                                  |
| Votos válidos        | Votos válidos      | 9.832              | 82,62              |                                  |
| Votos en blanco      | Votos en blanco    | 1.972              | 16,57              |                                  |
| Votos anulados       | Votos anulados     | 96                 | 0,81               |                                  |
| Total de votos       | Total de votos     | 11.900             | 100                |                                  |
| 2ª Circunscripción   |                    |                    |                    |                                  |
| Partido              | Partido            | Votos              | %                  | Electo                           |
|                      | Partido Peronista  | 11.268             | 95,10              | Eduardo Jarque                   |
|                      | Partido Comunista  | 581                | 4,90               |                                  |
|                      |                    |                    |                    |                                  |
| Votos válidos        | Votos válidos      | 11.849             | 88,56              |                                  |
| Votos en blanco      | Votos en blanco    | 1.427              | 10,67              |                                  |
| Votos anulados       | Votos anulados     | 104                | 0,78               |                                  |
| Total de votos       | Total de votos     | 13.380             | 100                |                                  |
| 3ª Circunscripción   |                    |                    |                    |                                  |
| Partido              | Partido            | Votos              | %                  | Electo                           |
|                      | Partido Peronista  | 10.594             | 95,32              | Luis Alberto Varisco             |
|                      | Partido Comunista  | 520                | 4,68               |                                  |
|                      |                    |                    |                    |                                  |
| Votos válidos        | Votos válidos      | 11.114             | 89,01              |                                  |
| Votos en blanco      | Votos en blanco    | 1.326              | 10,62              |                                  |
| Votos anulados       | Votos anulados     | 46                 | 0,37               |                                  |
| Total de votos       | Total de votos     | 12.486             | 100                |                                  |
| 4ª Circunscripción   |                    |                    |                    |                                  |
| Partido              | Partido            | Votos              | %                  | Electo                           |
|                      | Partido Peronista  | 9.100              | 98,13              | Ricardo Sixto Peón               |
|                      | Partido Comunista  | 173                | 1,87               |                                  |
|                      |                    |                    |                    |                                  |
| Votos válidos        | Votos válidos      | 9.273              | 91,66              |                                  |
| Votos en blanco      | Votos en blanco    | 777                | 7,68               |                                  |
| Votos anulados       | Votos anulados     | 67                 | 0,66               |                                  |
| Total de votos       | Total de votos     | 10.117             | 100                |                                  |
| 5ª Circunscripción   |                    |                    |                    |                                  |
| Partido              | Partido            | Votos              | %                  | Electo                           |
|                      | Partido Peronista  | 8.037              | 100,00             | Martín Rudaz                     |
|                      | Partido Comunista  | 0                  | 0,00               |                                  |
|                      |                    |                    |                    |                                  |
| Votos válidos        | Votos válidos      | 8.037              | 87,40              |                                  |
| Votos en blanco      | Votos en blanco    | 1.141              | 12,41              |                                  |
| Votos anulados       | Votos anulados     | 18                 | 0,20               |                                  |
| Total de votos       | Total de votos     | 9.196              | 100                |                                  |
| 6ª Circunscripción   |                    |                    |                    |                                  |
| Partido              | Partido            | Votos              | %                  | Electo                           |
|                      | Partido Peronista  | 4.967              | 98,71              | Estanislao Irala                 |
|                      | Partido Comunista  | 65                 | 1,29               |                                  |
|                      |                    |                    |                    |                                  |
| Votos válidos        | Votos válidos      | 5.032              | 93,64              |                                  |
| Votos en blanco      | Votos en blanco    | 322                | 5,99               |                                  |
| Votos anulados       | Votos anulados     | 20                 | 0,37               |                                  |
| Total de votos       | Total de votos     | 5.374              | 100                |                                  |
| 7.ª Circunscripción  |                    |                    |                    |                                  |
| Partido              | Partido            | Votos              | %                  | Electo                           |
|                      | Partido Peronista  | 8.764              | 98,35              | José Gabriel                     |
|                      | Partido Comunista  | 147                | 1,65               |                                  |
|                      |                    |                    |                    |                                  |
| Votos válidos        | Votos válidos      | 8.911              | 94,54              |                                  |
| Votos en blanco      | Votos en blanco    | 492                | 5,22               |                                  |
| Votos anulados       | Votos anulados     | 23                 | 0,24               |                                  |
| Total de votos       | Total de votos     | 9.426              | 100                |                                  |
| 8ª Circunscripción   |                    |                    |                    |                                  |
| Partido              | Partido            | Votos              | %                  | Electo                           |
|                      | Partido Peronista  | 10.445             | 96,87              | Emma Gloria Schiaffino           |
|                      | Partido Comunista  | 337                | 3,13               |                                  |
|                      |                    |                    |                    |                                  |
| Votos válidos        | Votos válidos      | 10.782             | 91,85              |                                  |
| Votos en blanco      | Votos en blanco    | 895                | 7,62               |                                  |
| Votos anulados       | Votos anulados     | 62                 | 0,53               |                                  |
| Total de votos       | Total de votos     | 11.739             | 100                |                                  |
| 9ª Circunscripción   |                    |                    |                    |                                  |
| Partido              | Partido            | Votos              | %                  | Electo                           |
|                      | Partido Peronista  | 7.788              | 95,35              | Esparta María Erminda Parpinelli |
|                      | Partido Comunista  | 380                | 4,65               |                                  |
|                      |                    |                    |                    |                                  |
| Votos válidos        | Votos válidos      | 8.168              | 88,63              |                                  |
| Votos en blanco      | Votos en blanco    | 1.033              | 11,21              |                                  |
| Votos anulados       | Votos anulados     | 15                 | 0,16               |                                  |
| Total de votos       | Total de votos     | 9.216              | 100                |                                  |
| 10.ª Circunscripción |                    |                    |                    |                                  |
| Partido              | Partido            | Votos              | %                  | Electo                           |
|                      | Partido Peronista  | 7.851              | 95,09              | María Chaquírez                  |
|                      | Partido Comunista  | 405                | 4,91               |                                  |
|                      |                    |                    |                    |                                  |
| Votos válidos        | Votos válidos      | 8.256              | 89,34              |                                  |
| Votos en blanco      | Votos en blanco    | 974                | 10,54              |                                  |
| Votos anulados       | Votos anulados     | 11                 | 0,12               |                                  |
| Total de votos       | Total de votos     | 9.241              | 100                |                                  |
| 11.ª Circunscripción |                    |                    |                    |                                  |
| Partido              | Partido            | Votos              | %                  | Electo                           |
|                      | Partido Peronista  | 6.348              | 90,80              | María Rosa Florentina Llames     |
|                      | Partido Comunista  | 643                | 9,20               |                                  |
|                      |                    |                    |                    |                                  |
| Votos válidos        | Votos válidos      | 6.991              | 84,80              |                                  |
| Votos en blanco      | Votos en blanco    | 1.240              | 15,04              |                                  |
| Votos anulados       | Votos anulados     | 13                 | 0,16               |                                  |
| Total de votos       | Total de votos     | 8.244              | 100                |                                  |
| 12.ª Circunscripción |                    |                    |                    |                                  |
| Partido              | Partido            | Votos              | %                  | Electo                           |
|                      | Partido Peronista  | 7.173              | 95,41              | Yolanda Wilma Calvo              |
|                      | Partido Comunista  | 345                | 4,59               |                                  |
|                      |                    |                    |                    |                                  |
| Votos válidos        | Votos válidos      | 7.518              | 92,18              |                                  |
| Votos en blanco      | Votos en blanco    | 594                | 7,28               |                                  |
| Votos anulados       | Votos anulados     | 44                 | 0,54               |                                  |
| Total de votos       | Total de votos     | 8.156              | 100                |                                  |
| 13.ª Circunscripción |                    |                    |                    |                                  |
| Partido              | Partido            | Votos              | %                  | Electo                           |
|                      | Partido Peronista  | 8.979              | 97,22              | Romualdo Randulfo Landriel       |
|                      | Partido Comunista  | 257                | 2,78               |                                  |
|                      |                    |                    |                    |                                  |
| Votos válidos        | Votos válidos      | 9.236              | 91,27              |                                  |
| Votos en blanco      | Votos en blanco    | 777                | 7,68               |                                  |
| Votos anulados       | Votos anulados     | 106                | 1,05               |                                  |
| Total de votos       | Total de votos     | 10.119             | 100                |                                  |
| 14.ª Circunscripción |                    |                    |                    |                                  |
| Partido              | Partido            | Votos              | %                  | Electo                           |
|                      | Partido Peronista  | 7.862              | 97,21              | María Elsa Natividad Sosa        |
|                      | Partido Comunista  | 226                | 2,79               |                                  |
|                      |                    |                    |                    |                                  |
| Votos válidos        | Votos válidos      | 8.088              | 86,59              |                                  |
| Votos en blanco      | Votos en blanco    | 1.246              | 13,34              |                                  |
| Votos anulados       | Votos anulados     | 7                  | 0,07               |                                  |
| Total de votos       | Total de votos     | 9.341              | 100                |                                  |
| 15.ª Circunscripción |                    |                    |                    |                                  |
| Partido              | Partido            | Votos              | %                  | Electo                           |
|                      | Partido Peronista  | 5.629              | 95,81              | Marciano Redondo                 |
|                      | Partido Comunista  | 246                | 4,19               |                                  |
|                      |                    |                    |                    |                                  |
| Votos válidos        | Votos válidos      | 5.875              | 94,62              |                                  |
| Votos en blanco      | Votos en blanco    | 316                | 5,09               |                                  |
| Votos anulados       | Votos anulados     | 18                 | 0,29               |                                  |
| Total de votos       | Total de votos     | 6.209              | 100                |                                  |

#### Resultados por circunscripciones - Voto sindical
| 1.ª Circunscripción  | 1.ª Circunscripción | 1.ª Circunscripción | 1.ª Circunscripción | 1.ª Circunscripción       |
| Partido              | Partido             | Votos               | %                   | Electo                    |
| -------------------- | ------------------- | ------------------- | ------------------- | ------------------------- |
|                      | Partido Peronista   | 5.997               | 96,17               | Honorio León González     |
|                      | Partido Comunista   | 239                 | 3,83                |                           |
|                      |                     |                     |                     |                           |
| Votos válidos        | Votos válidos       | 6.236               | 90,21               |                           |
| Votos en blanco      | Votos en blanco     | 645                 | 9,33                |                           |
| Votos anulados       | Votos anulados      | 32                  | 0,46                |                           |
| Total de votos       | Total de votos      | 6.913               | 100                 |                           |
| 2.ª Circunscripción  |                     |                     |                     |                           |
| Partido              | Partido             | Votos               | %                   | Electo                    |
|                      | Partido Peronista   | 8.038               | 95,90               | Abilio Aguerreberry       |
|                      | Partido Comunista   | 344                 | 4,10                |                           |
|                      |                     |                     |                     |                           |
| Votos válidos        | Votos válidos       | 8.382               | 93,04               |                           |
| Votos en blanco      | Votos en blanco     | 564                 | 6,26                |                           |
| Votos anulados       | Votos anulados      | 63                  | 0,70                |                           |
| Total de votos       | Total de votos      | 9.009               | 100                 |                           |
| 3.ª Circunscripción  |                     |                     |                     |                           |
| Partido              | Partido             | Votos               | %                   | Electo                    |
|                      | Partido Peronista   | 7.363               | 96,00               | Alfredo Santiago Moschino |
|                      | Partido Comunista   | 307                 | 4,00                |                           |
|                      |                     |                     |                     |                           |
| Votos válidos        | Votos válidos       | 7.670               | 93,26               |                           |
| Votos en blanco      | Votos en blanco     | 489                 | 5,95                |                           |
| Votos anulados       | Votos anulados      | 65                  | 0,79                |                           |
| Total de votos       | Total de votos      | 8.224               | 100                 |                           |
| 4.ª Circunscripción  |                     |                     |                     |                           |
| Partido              | Partido             | Votos               | %                   | Electo                    |
|                      | Partido Peronista   | 5.654               | 98,71               | Raúl Andrés Aguirre       |
|                      | Partido Comunista   | 74                  | 1,29                |                           |
|                      |                     |                     |                     |                           |
| Votos válidos        | Votos válidos       | 5.728               | 96,58               |                           |
| Votos en blanco      | Votos en blanco     | 184                 | 3,10                |                           |
| Votos anulados       | Votos anulados      | 19                  | 0,32                |                           |
| Total de votos       | Total de votos      | 5.931               | 100                 |                           |
| 5.ª Circunscripción  |                     |                     |                     |                           |
| Partido              | Partido             | Votos               | %                   | Electo                    |
|                      | Partido Peronista   | 5.038               | 100,00              | Prudencio Galiano         |
|                      | Partido Comunista   | 0                   | 0,00                |                           |
|                      |                     |                     |                     |                           |
| Votos válidos        | Votos válidos       | 5.038               | 94,68               |                           |
| Votos en blanco      | Votos en blanco     | 280                 | 5,26                |                           |
| Votos anulados       | Votos anulados      | 3                   | 0,06                |                           |
| Total de votos       | Total de votos      | 5.321               | 100                 |                           |
| 6.ª Circunscripción  |                     |                     |                     |                           |
| Partido              | Partido             | Votos               | %                   | Electo                    |
|                      | Partido Peronista   | 2.710               | 99,16               | Custodio Heredia          |
|                      | Partido Comunista   | 23                  | 0,84                |                           |
|                      |                     |                     |                     |                           |
| Votos válidos        | Votos válidos       | 2.733               | 97,82               |                           |
| Votos en blanco      | Votos en blanco     | 52                  | 1,86                |                           |
| Votos anulados       | Votos anulados      | 9                   | 0,32                |                           |
| Total de votos       | Total de votos      | 2.794               | 100                 |                           |
| 7.ª Circunscripción  |                     |                     |                     |                           |
| Partido              | Partido             | Votos               | %                   | Electo                    |
|                      | Partido Peronista   | 4.888               | 99,07               | Ángel Ramírez             |
|                      | Partido Comunista   | 46                  | 0,93                |                           |
|                      |                     |                     |                     |                           |
| Votos válidos        | Votos válidos       | 4.934               | 98,15               |                           |
| Votos en blanco      | Votos en blanco     | 92                  | 1,83                |                           |
| Votos anulados       | Votos anulados      | 1                   | 0,02                |                           |
| Total de votos       | Total de votos      | 5.027               | 100                 |                           |
| 8.ª Circunscripción  |                     |                     |                     |                           |
| Partido              | Partido             | Votos               | %                   | Electo                    |
|                      | Partido Peronista   | 3.298               | 100,00              | Waldino Arturo Wuhrmann   |
|                      | Partido Comunista   | 0                   | 0,00                |                           |
|                      |                     |                     |                     |                           |
| Votos válidos        | Votos válidos       | 3.298               | 92,54               |                           |
| Votos en blanco      | Votos en blanco     | 241                 | 6,76                |                           |
| Votos anulados       | Votos anulados      | 25                  | 0,70                |                           |
| Total de votos       | Total de votos      | 3.564               | 100                 |                           |
| 9.ª Circunscripción  |                     |                     |                     |                           |
| Partido              | Partido             | Votos               | %                   | Electo                    |
|                      | Partido Peronista   | 3.708               | 97,37               | Restituto Silva           |
|                      | Partido Comunista   | 100                 | 2,63                |                           |
|                      |                     |                     |                     |                           |
| Votos válidos        | Votos válidos       | 3.808               | 94,54               |                           |
| Votos en blanco      | Votos en blanco     | 201                 | 4,99                |                           |
| Votos anulados       | Votos anulados      | 19                  | 0,47                |                           |
| Total de votos       | Total de votos      | 4.028               | 100                 |                           |
| 10.ª Circunscripción |                     |                     |                     |                           |
| Partido              | Partido             | Votos               | %                   | Electo                    |
|                      | Partido Peronista   | 3.446               | 97,21               | Ramón Saucedo             |
|                      | Partido Comunista   | 99                  | 2,79                |                           |
|                      |                     |                     |                     |                           |
| Votos válidos        | Votos válidos       | 3.545               | 95,32               |                           |
| Votos en blanco      | Votos en blanco     | 155                 | 4,17                |                           |
| Votos anulados       | Votos anulados      | 19                  | 0,51                |                           |
| Total de votos       | Total de votos      | 3.719               | 100                 |                           |
| 11.ª Circunscripción |                     |                     |                     |                           |
| Partido              | Partido             | Votos               | %                   | Electo                    |
|                      | Partido Peronista   | 2.170               | 95,22               | Mario Rentería            |
|                      | Partido Comunista   | 109                 | 4,78                |                           |
|                      |                     |                     |                     |                           |
| Votos válidos        | Votos válidos       | 2.279               | 94,17               |                           |
| Votos en blanco      | Votos en blanco     | 135                 | 5,58                |                           |
| Votos anulados       | Votos anulados      | 6                   | 0,25                |                           |
| Total de votos       | Total de votos      | 2.420               | 100                 |                           |
| 12.ª Circunscripción |                     |                     |                     |                           |
| Partido              | Partido             | Votos               | %                   | Electo                    |
|                      | Partido Peronista   | 3.891               | 97,76               | Alejo Núñez               |
|                      | Partido Comunista   | 89                  | 2,24                |                           |
|                      |                     |                     |                     |                           |
| Votos válidos        | Votos válidos       | 3.980               | 95,54               |                           |
| Votos en blanco      | Votos en blanco     | 164                 | 3,94                |                           |
| Votos anulados       | Votos anulados      | 22                  | 0,53                |                           |
| Total de votos       | Total de votos      | 4.166               | 100                 |                           |
| 13.ª Circunscripción |                     |                     |                     |                           |
| Partido              | Partido             | Votos               | %                   | Electo                    |
|                      | Partido Peronista   | 5.104               | 97,15               | Argentino Félix Linares   |
|                      | Partido Comunista   | 150                 | 2,85                |                           |
|                      |                     |                     |                     |                           |
| Votos válidos        | Votos válidos       | 5.254               | 92,26               |                           |
| Votos en blanco      | Votos en blanco     | 359                 | 6,30                |                           |
| Votos anulados       | Votos anulados      | 82                  | 1,44                |                           |
| Total de votos       | Total de votos      | 5.695               | 100                 |                           |
| 14.ª Circunscripción |                     |                     |                     |                           |
| Partido              | Partido             | Votos               | %                   | Electo                    |
|                      | Partido Peronista   | 3.409               | 100,00              | Francisco Ramón Cattáneo  |
|                      | Partido Comunista   | 0                   | 0,00                |                           |
|                      |                     |                     |                     |                           |
| Votos válidos        | Votos válidos       | 3.409               | 90,59               |                           |
| Votos en blanco      | Votos en blanco     | 346                 | 9,19                |                           |
| Votos anulados       | Votos anulados      | 8                   | 0,21                |                           |
| Total de votos       | Total de votos      | 3.763               | 100                 |                           |
| 15.ª Circunscripción |                     |                     |                     |                           |
| Partido              | Partido             | Votos               | %                   | Electo                    |
|                      | Partido Peronista   | 2.760               | 97,63               | Edmundo Jesús Segovia     |
|                      | Partido Comunista   | 67                  | 2,37                |                           |
|                      |                     |                     |                     |                           |
| Votos válidos        | Votos válidos       | 2.827               | 96,39               |                           |
| Votos en blanco      | Votos en blanco     | 97                  | 3,31                |                           |
| Votos anulados       | Votos anulados      | 9                   | 0,31                |                           |
| Total de votos       | Total de votos      | 2.933               | 100                 |                           |